# Euxoa incubita
Euxoa incubita är en fjärilsart som beskrevs av Smith 1900. Euxoa incubita ingår i släktet Euxoa och familjen nattflyn. Inga underarter finns listade i Catalogue of Life.